# Mo (filme)
Mo é um telefilme britânico de 2010 estrelado por Julie Walters. Foi dirigido por Philip Martin com roteiro de Neil McKay para o Channel Four. O filme conta a história de vida da parlamentar do Partido Trabalhista britânico Mo Mowlam.

## Enredo
O filme detalha os últimos anos da política Mo Mowlam e mostra como ela lidou com os seus problemas médicos e como lutou pela paz na Irlanda do Norte.

## Produção e filmagens
Julie Walters chegou a raspar a cabeça para reproduzir a perda de cabelo da personagem devido ao tumor cerebral que a levou à morte, contudo, a atriz teve que deixar uma pequena faixa de cabelo na parte de trás para que as perucas de Mo fossem anexadas.

## Elenco
| Personagem                           | Ator              |
| ------------------------------------ | ----------------- |
| Mo Mowlam                            | Julie Walters     |
| Jon Norton (O marido de Mowlam)      | David Haig        |
| Henrietta Norton (Enteada de Mowlam) | Lucy Boynton      |
| Peter Kilfoyle                       | Tony Maudsley     |
| Adam Ingram                          | Gary Lewis        |
| Peter Mandelson                      | Steven Mackintosh |
| David Trimble                        | Adrian Dunbar     |
| Bill Clinton                         | Kerry Shale       |
| Gerry Adams                          | John Lynch        |
| Martin McGuinness                    | Eoin McCarthy     |
| Senador George Mitchell              | Harry Ditson      |
| Johnny Adair                         | Marc O'Shea       |
| Michael Stone                        | Ian Beattie       |

## Prêmios
| Ano  | Prêmio             | Categoria                          | Recipiente            | Resultado |
| ---- | ------------------ | ---------------------------------- | --------------------- | --------- |
| 2010 | BAFTA Awards       | Melhor atriz                       | Julie Walters         | Venceu    |
| 2010 | BAFTA Awards       | Melhor figurino e maquiagem        | Christina Baker       | Venceu    |
| 2010 | BAFTA Awards       | Melhor diretor                     | Philip Martin         | Venceu    |
| 2010 | BAFTA Awards       | Melhor edição                      | Kristina Hetherington | Venceu    |
| 2010 | BAFTA Awards       | Melhor trilha sonora               |                       | Indicado  |
| 2011 | Emmy Internacional | Emmy Internacional de melhor atriz | Julie Walters         | Venceu    |